# Oooh So Good 'n Blues
Oooh So Good 'n Blues är ett musikalbum av Taj Mahal lanserat 1973 på Columbia Records. Albumet nådde plats 190 på amerikanska Billboard 200-listan, samt plats 22 på Jazzalbumlistan.

## Låtlista
1. "Buck Dancer's Choice" (Trad.)
2. "Little Red Hen" (Mahal)
3. "Oh Mama Don't You Know" (Mahal)
4. "Frankie and Albert" (Mississippi John Hurt)
5. "Railroad Bill" (John Work)
6. "Dust My Broom" (Elmore James)
7. "Built For Comfort" (Willie Dixon)
8. "Teacup's Jazzy Blues Tune" (Mahal)